# Bergbambusläktet
Bergbambusläktet (Fargesia) är ett släkte av gräs. Bergbambusläktet ingår i familjen gräs.

## Bildgalleri

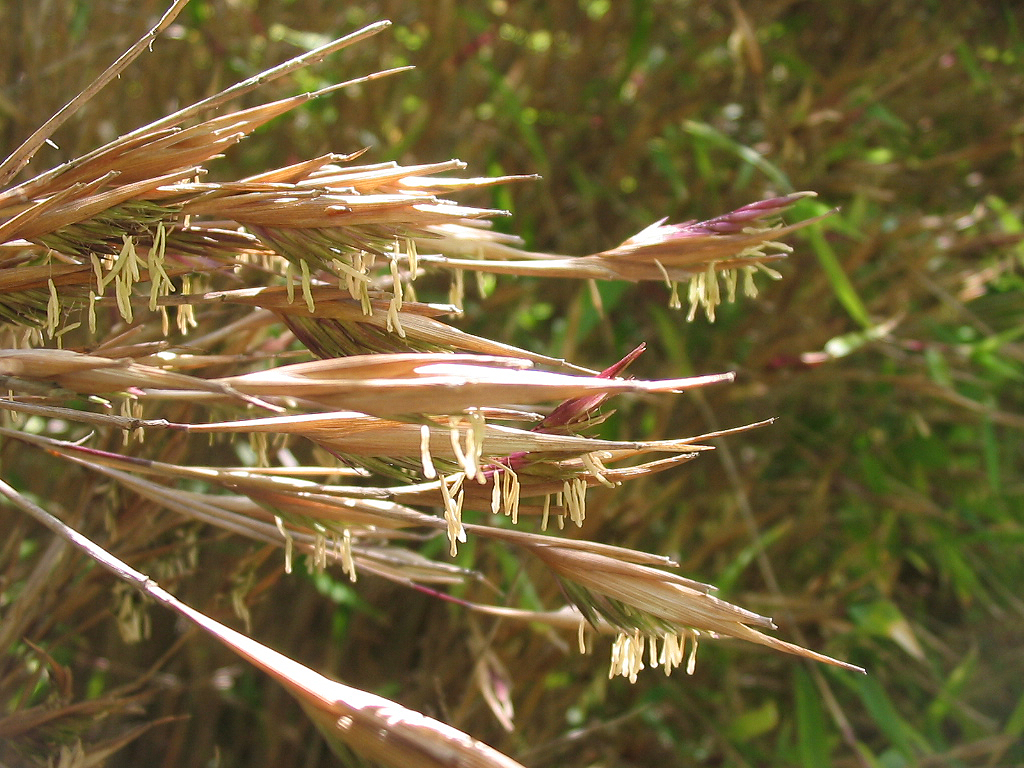

## Dottertaxa till Bergbambusläktet, i alfabetisk ordning[1]
- Fargesia acuticontracta
- Fargesia adpressa
- Fargesia albocerea
- Fargesia altior
- Fargesia brevipes
- Fargesia brevissima
- Fargesia brevistipedis
- Fargesia caduca
- Fargesia canaliculata
- Fargesia circinata
- Fargesia communis
- Fargesia concinna
- Fargesia conferta
- Fargesia contracta
- Fargesia cuspidata
- Fargesia declivis
- Fargesia decurvata
- Fargesia denudata
- Fargesia dracocephala
- Fargesia dulcicula
- Fargesia dura
- Fargesia edulis
- Fargesia elegans
- Fargesia exposita
- Fargesia extensa
- Fargesia fansipanensis
- Fargesia farcta
- Fargesia ferax
- Fargesia frigida
- Fargesia fungosa
- Fargesia funiushanensis
- Fargesia glabrifolia
- Fargesia gongshanensis
- Fargesia grossa
- Fargesia hackelii
- Fargesia hainanensis
- Fargesia hsuehiana
- Fargesia hygrophila
- Fargesia incrassata
- Fargesia jiulongensis
- Fargesia lincangensis
- Fargesia longiuscula
- Fargesia lushuiensis
- Fargesia macclureana
- Fargesia mairei
- Fargesia mali
- Fargesia melanostachys
- Fargesia murielae
- Fargesia nitida
- Fargesia nujiangensis
- Fargesia obliqua
- Fargesia orbiculata
- Fargesia ostrina
- Fargesia papyrifera
- Fargesia pauciflora
- Fargesia perlonga
- Fargesia pleniculmis
- Fargesia plurisetosa
- Fargesia porphyrea
- Fargesia praecipua
- Fargesia qinlingensis
- Fargesia robusta
- Fargesia rufa
- Fargesia sagittatinea
- Fargesia scabrida
- Fargesia semicoriacea
- Fargesia similaris
- Fargesia solida
- Fargesia spathacea
- Fargesia stenoclada
- Fargesia strigosa
- Fargesia subflexuosa
- Fargesia sylvestris
- Fargesia tenuilignea
- Fargesia ungulata
- Fargesia utilis
- Fargesia vicina
- Fargesia wuliangshanensis
- Fargesia yajiangensis
- Fargesia yuanjiangensis
- Fargesia yulongshanensis
- Fargesia yunnanensis
- Fargesia zayuensis